# Maconcourt
|  | Aquest article tracta sobre la localitat dels Vosges. Si cerqueu la localitat de l'Alt Marne, vegeu «Saint-Urbain-Maconcourt». |

Maconcourt és un municipi francès al departament dels Vosges de la regió de Gran Est. L'any 2007 tenia 92 habitants.

## Demografia

### Població
El 2007 la població de fet de Maconcourt era de 92 persones. Hi havia 40 famílies, de les quals 12 eren unipersonals (8 homes vivint sols i 4 dones vivint soles), 20 parelles sense fills i 8 parelles amb fills.
La població ha evolucionat segons el següent gràfic:

### Habitatges
El 2007 hi havia 49 habitatges, 40 eren l'habitatge principal de la família, 6 eren segones residències i 3 estaven desocupats. 48 eren cases i 1 era un apartament. Dels 40 habitatges principals, 37 estaven ocupats pels seus propietaris, 2 estaven llogats i ocupats pels llogaters i 1 estava cedit a títol gratuït; 1 tenia dues cambres, 4 en tenien tres, 10 en tenien quatre i 25 en tenien cinc o més. 32 habitatges disposaven pel capbaix d'una plaça de pàrquing. A 10 habitatges hi havia un automòbil i a 25 n'hi havia dos o més.

### Piràmide de població
La piràmide de població per edats i sexe el 2009 era:
| Homes | Edats   | Dones |
| ----- | ------- | ----- |
| 0     | 95 o +  | 0     |
| 0     | 90 a 94 | 0     |
| 0     | 85 a 89 | 1     |
| 0     | 80 a 84 | 1     |
| 3     | 75 a 79 | 5     |
| 3     | 70 a 74 | 2     |
| 4     | 65 a 69 | 1     |
| 6     | 60 a 64 | 3     |
| 0     | 55 a 59 | 2     |
| 3     | 50 a 54 | 3     |
| 3     | 45 a 49 | 3     |
| 2     | 40 a 44 | 3     |
| 0     | 35 a 39 | 1     |
| 1     | 30 a 34 | 1     |
| 1     | 25 a 29 | 0     |
| 2     | 20 a 24 | 0     |
| 2     | 15 a 19 | 4     |
| 1     | 10 a 14 | 1     |
| 0     | 5 a 9   | 1     |
| 0     | 0 a 4   | 0     |

## Economia
El 2007 la població en edat de treballar era de 50 persones, 35 eren actives i 15 eren inactives. De les 35 persones actives 30 estaven ocupades (19 homes i 11 dones) i 5 estaven aturades (2 homes i 3 dones). De les 15 persones inactives 9 estaven jubilades, 3 estaven estudiant i 3 estaven classificades com a «altres inactius».
Activitats econòmiques
Dels 2 establiments que hi havia el 2007, 1 era d'una empresa de construcció i 1 d'una empresa de comerç i reparació d'automòbils.
L'únic servei als particulars que hi havia el 2009 era un electricista.

## Poblacions properes
El següent diagrama mostra les poblacions més properes.